# CWA International Dagger
De CWA International Dagger (voorheen Duncan Lawrie International Dagger) is een onderscheiding voor de best vertaalde misdaadroman van het jaar. De prijs wordt toegekend door de Britse Crime Writers' Association. De winnende auteur ontvangt een sierdolk en £5.000. Aan de vertaler van de roman wordt £1.000 toegekend. De prijs werd voor het eerst vergeven in 2006 en was deels in het leven geroepen om de bijdrage van de vertaler te erkennen.

## Winnaars

### 2017
Winnaar
- Leif G. W. Persson - The Dying Detective
  - vertaling: Neil Smith

### 2016
Winnaar
- Pierre Lemaitre -The Great Swindle
  - vertaling:Frank Wynne

### 2015
Winnaar
- Pierre Lemaitre - Camille
  - vertaling: Frank Wynne

### 2014
Winnaar
- Arturo Pérez-Reverte-The Siege
  - vertaling: Frank Wynne

### 2013
Winnaar
- Pierre Lemaitre - Alex
  - vertaling:Frank Wynne

en
- Fred Vargas - The Ghost Riders of Ordebec
  - vertaling: Sîan Reynolds

### 2012
Winnaar
- Andrea Camilleri - The Potter's Field
  - vertaling: Stephen Sartarelli

### 2011
Winnaar
- Anders Roslund & Börge Hellström - Three Seconds
  - Vertaling: Kari Dickson

Genomineerden
- Andrea Camilleri - The Wings of the Sphinx
  - Vertaling: Stephen Sartarelli
- Ernesto Mallo - Needle in a Haystack
  - Vertaling: Jethro Soutar
- Jean-François Parot - The Saint-Florentin Murders
  - Vertaling: Howard Curtis
- Valerio Varesi - River of Shadows
  - Vertaling: Joseph Farrell
- Fred Vargas - An Uncertain Place
  - Vertaling: Siân Reynolds
- Domingo Villar - Death on a Galician Shore
  - Vertaling: Sonia Soto

### 2010
Winnaar
- Johan Theorin - The Darkest Room
  - Vertaling: Marlaine Delargy

Genomineerden
- Tonino Benacquista - Badfellas
  - Vertaling: Emily Read
- Andrea Camilleri - August Heat
  - Vertaling: Stephen Sartarelli
- Stieg Larsson - The Girl Who Kicked the Hornets' Nest
  - Vertaling: Reg Keeland
- Deon Meyer - Thirteen Hours
  - Vertaling: K.L. Seeger
- Arnaldur Indridason - Hypothermia
  - Vertaling: Victoria Cribb

### 2009
Winnaar
- Fred Vargas - The Chalk Circle Man
  - Vertaling: Sian Reynolds

Genomineerden
- Karin Alvtegen - Shadow
  - Vertaling: Steven T. Murray
- Arnaldur Indridason - Arctic Chill
  - vertaling: Bernard Scudder en Victoria Cribb
- Stieg Larsson - The Girl Who Played with Fire
  - Vertaling: Steven T. Murray
- Jo Nesbø - The Redeemer
  - Vertaling: Don Bartlett
- Johan Theorin - Echoes from the Dead
  - Vertaling: Marlaine Delargy

### 2008
Winnaar
- Dominique Manotti - Lorraine Connection
  - Vertaling: Amanda Hopkinson en Ros Schwartz

Genomineerden
- Andrea Camilleri, The Patience of the Spider
  - Vertaling: Stephen Sartarelli
- Stieg Larsson, The Girl with the Dragon Tattoo
  - Vertaling: Reg Keeland
- Martin Suter, A Deal with the Devil
  - Vertaling: Peter Millar
- Fred Vargas, This Night's Foul Work
  - Vertaling: Sîan Reynolds

### 2007
Winnaar
- Fred Vargas, Wash This Blood Clean From My Hand
  - Vertaling: Sîan Reynolds

Genomineerden
- Karin Alvtegen, Shame
  - Vertaling: Steven T Murray
- Christian Jungersen, The Exception
  - Vertaling: Anna Paterson
- Yasmina Khadra, The Attack
  - Vertaling: John Cullen
- Asa Larsson, The Savage Altar (Amerikaanse titel: Sun Storm)
  - Vertaling: Marlaine Delargy
- Jo Nesbo, The Redbreast
  - Vertaling: Don Bartlett

### 2006
Winnaar
- Fred Vargas, The Three Evangelists
  - Vertaling: Sîan Reynolds

Genomineerden
- Andrea Camilleri, Excursion to Tindari
  - Vertaling: Stephen Sartarelli
- Yasmina Khadra, Autumn of the Phantoms
  - Vertaling: Aubrey Botsford
- Dominique Manotti, Dead Horsemeat
  - Vertaling: Amanda Hopkinson en Ros Schwartz
- Håkan Nesser, Borkmann's Point
  - Vertaling: Laurie Thompson
- Rafael Reig, Blood on the Saddle
  - Vertaling: Paul Hammond